# Bolteniopsis
Bolteniopsis is een geslacht van zakpijpen (Ascidiacea) uit de familie van de Pyuridae en de orde Stolidobranchia.

## Soorten
- Bolteniopsis pacificus Monniot C., 1989
- Bolteniopsis perlucidus Monniot C. & Monniot F., 1985
- Bolteniopsis prenanti Harant, 1927
- Bolteniopsis sessilis Monniot C. & Monniot F., 1970